# Super Bowl I
En el ámbito del fútbol americano, el Primer Partido por el Campeonato Mundial de la AFL-NFL, después conocido como Super Bowl I, fue jugado el 15 de enero de 1967 en el Los Angeles Memorial Coliseum en Los Ángeles, California.
Los campeones de la National Football League (NFL), los Green Bay Packers (12–2) anotaron 3 touchdowns durante la segunda mitad del juego para ganar por marcador de 35–10 sobre los campeones de la American Football League (AFL), los Kansas City Chiefs (11–2–1).

## Origen
El Primer Partido por el Campeonato Mundial de la AFL-NFL fue establecido como parte del acuerdo de la fusión de la AFL-NFL. Sin embargo, la ciudad de Los Ángeles no fue escogida como sede hasta seis semanas antes del partido.
Antes de comenzar este partido, ya existía una animosidad muy considerable entre las dos ligas rivales, con ambas ligas presionando a sus respectivos campeones para vencer al contrario y poder probar el dominio de ambas ligas en el fútbol americano profesional. Aun así, muchos escritores deportivos y aficionados aún creen que el partido estaba demasiado desbalanceado en favor del campeón de la vieja NFL, ya que se tiene la idea de que en este momento el mejor equipo de la casi naciente AFL era inferior al campeón de la NFL.
Aunque el título oficial de este partido fue el "Primer Partido por el Campeonato Mundial de la AFL-NFL", los medios de comunicación de esa era siempre usaron el nombre de "Super Bowl", el cual no era oficial."
Además cabe destacar que esta fue la primera edición que se celebró a lo que conocemos hoy como "Super Bowl"

## Kansas City Chiefs
Los Chiefs llegaron a este juego después de terminar la temporada regular con marca de 11–2–1. En el Partido de Campeonato de la AFL, vencieron a los Buffalo Bills, por marcador de 31–7.
La poderosa ofensiva de Kansas City fue líder de la AFL en puntos totales (448) y en yardas totales por tierra (2,274). El trío de running backs de Kansas, Mike Garrett (801 yardas), Bert Coan (521 yardas), y Curtis McClinton (540 yards), estuvieron entre los mejores 10 de la AFL. El quarterback Len Dawson fue el mejor de la AFL, completando 159 pases de 284 intentos de pases intentados (56%) para conseguir 2,527 yardas por pase y 26 touchdowns. El wide receiver Otis Taylor ayudó al equipo ofensivo con 58 recepciones para 1,297 yardas y 8 touchdowns. Y el tight end Fred Arbanas, quien tuvo 22 recepciones para 305 yardas y 4 touchdowns, fue uno de los seis jugadores ofensivos que fueron seleccionados al equipo All-AFL.

## Green Bay Packers
El veterano quarterback Bart Starr de los Packers fue el mejor de la NFL y ganó el Premio al Jugador Más Valioso de la NFL, completando 156 de 251 de pases intentados (62.2 %) para conseguir 2,257 yardas, 14 touchdowns, y solo 3 intercepciones. Sus principales objetivos fueron los wide receivers Boyd Dowler y Carroll Dale, quienes se combinaron para 63 receptions con 1,336 yardas ganadas. El fullback Jim Taylor fue el mejor corredor del equipo con 705 yardas, atrapando 41 pases para 331 yardas (antes del comienzo de la temporada, Taylor había informado al equipo que en lugar de regresar a los Packers en 1967, se convertiría en agente libre y firmaría con el entonces equipo de expansión New Orleans Saints. Lombardi, molesto por lo que consideró deslealtad por parte de Taylor, se negó a dirigirle la palabra toda la temporada). El halfback titular, Paul Hornung, se había lastimado al comienzo de la temporada, pero el running back Elijah Pitts hizo un buen trabajo como reemplazo, ganando 857 yardas totales combinadas (por tierra y por aire). Y la línea ofensiva de los Packers también fue una de las razones por las que Green Bay llegó al juego final, lidereados por los guardias All-Pro Jerry Kramer y Fuzzy Thurston, junto con Forrest Gregg.
Green Bay también tenía un gran equipo defensivo, lo cual fue demostrado en la última serie ofensiva del Partido de Campeonato de la NFL, logrando detener a los Dallas Cowboys en cuatro jugadas consecutivas en la yarda 2 justo para poder ganar ese partido. Lionel Aldridge había reemplazado a Quinlan, pero Jordan y Davis aún anclaban la línea defensiva, el linebacker Ray Nitschke sobresalía en parar el juego terrestre y en la cobertura de pase en contra de cualquier equipo ofensivo, mientras que la secundaria era liderada por los backs defensivos Herb Adderley y  Willie Wood. Wood era otro ejemplo de como Lombardi podía encontrar talento donde nadie más lo podía ver. Wood había sido quarterback en la universidad y no había sido seleccionado por ningún equipo de la NFL. Cuando Wood llegó a los Packers en 1960, lo convirtieron en un free safety y después de este movimiento de posición llegó a ser escogido como All-Pro en 9 ocasiones en sus doce años como profesional.

## Recuento de anotaciones
| Cuarto | Tiempo | Equipo | Ofensiva | Ofensiva | Ofensiva | Información de la anotación                                                        | Marcador | Marcador |
| Cuarto | Tiempo | Equipo | Duración | Jugadas  | Tiempo   | Información de la anotación                                                        | KC       | GB       |
| ------ | ------ | ------ | -------- | -------- | -------- | ---------------------------------------------------------------------------------- | -------- | -------- |
| 1      | 6:04   | GB     | 80       | 6        | 3:06     | TD: Pase de 37 yardas de Bart Starr a Max McGee (punto extra de Don Chandler)      | 0        | 7        |
| 2      | 10:40  | KC     | 66       | 6        | 3:44     | TD: Pase de 7 yardas de Len dawsin a Curtis McClinton (punto extra de Mike Mercer) | 7        | 7        |
| 2      | 4:37   | GB     | 73       | 13       | 6:03     | TD: Acarreo de 14 yardas de Jim Taylor (punto extra de Don Chandler)               | 7        | 14       |
| 2      | :54    | KC     | 50       | 7        | 3:43     | FG: Mike Mercer, 31 yardas                                                         | 10       | 14       |
| 3      | 12:33  | GB     | 5        | 1        | :09      | TD: Acarreo de 5 yardas de Elijah Pitts (punto extra de Don Chandler)              | 10       | 21       |
| 3      | :51    | GB     | 56       | 10       | 5:25     | TD: Pase de 13 yardas de Bart Starr a Max McGee (punto extra de Don Chandler)      | 10       | 28       |
| 4      | 6:35   | GB     | 80       | 8        | 4:13     | TD: Acarreo de 1 yarda de Elijah Pitts (punto extra de Don Chandler)               | 10       | 35       |

## Estadísticas finales
Fuente NFL.com

### Comparación estadística
|                                      | Kansas City Chiefs | Green Bay Packers |
| ------------------------------------ | ------------------ | ----------------- |
| Primeras oportunidades               | 17                 | 21                |
| Eficiencia en terceras oportunidades | 3/13               | 11/15             |
| Eficiencia en cuartas oportunidades  | 0/0                | 0/0               |
| Yardas totales                       | 239                | 361               |
| Yardas por pase                      | 167                | 228               |
| Pases completos—intentados           | 17-32              | 16-24             |
| Yardas por tierra                    | 72                 | 133               |
| Acarreos                             | 19                 | 34                |
| Yardas promedio por acarreo          | 3.8                | 3.9               |
| Castigos—yardas                      | 2-26               | 4-40              |
| Sacks en contra                      | 6-61               | 3-22              |
| Balones sueltos—perdidos             | 1-0                | 1-0               |
| Intercepciones lanzadas              | 1                  | 1                 |
| Tiempo de posesión                   | 28:35              | 31:25             |

### Líderes individuales
| Pasadores Chiefs  | Pasadores Chiefs | Pasadores Chiefs | Pasadores Chiefs | Pasadores Chiefs |
|                   | C/I*             | Yds              | TD               | INT              |
| ----------------- | ---------------- | ---------------- | ---------------- | ---------------- |
| Len Dawson        | 16/27            | 211              | 1                | 1                |
| Corredores Chiefs |                  |                  |                  |                  |
|                   | Aa               | Yds              | TD               | LGb              |
| Mike Garrett      | 6                | 17               | 0                | 9                |
| Curtis McClinton  | 6                | 16               | 0                | 6                |
| Receptores Chiefs |                  |                  |                  |                  |
|                   | Recc             | Yds              | TD               | LGb              |
| Chris Burford     | 4                | 67               | 0                | 27               |
| Otis Taylor       | 4                | 57               | 0                | 31               |
| Mike Garrett      | 3                | 28               | 0                | 17               |

| Pasadores Packers  | Pasadores Packers | Pasadores Packers | Pasadores Packers | Pasadores Packers |
|                    | C/I*              | Yds               | TD                | INT               |
| ------------------ | ----------------- | ----------------- | ----------------- | ----------------- |
| Bart Starr         | 16/23             | 250               | 2                 | 1                 |
| Corredores Packers |                   |                   |                   |                   |
|                    | Aa                | Yds               | TD                | LGb               |
| Jim Taylor         | 17                | 56                | 1                 | 14                |
| Elijah Pitts       | 11                | 45                | 2                 | 12                |
| Receptores Packers |                   |                   |                   |                   |
|                    | Recc              | Yds               | TD                | LGb               |
| Max McGee          | 7                 | 138               | 2                 | 37                |
| Carroll Dale       | 4                 | 59                | 0                 | 25                |

*Completos/Intentados
aAcarreos
bJugada más larga
cRecepciones

## Alineaciones iniciales
Fuente:
| Kansas City       | Posición | Green Bay       |
| ----------------- | -------- | --------------- |
| OFENSIVA          |          |                 |
| Chris Burford     | SE       | Carroll Dale    |
| Jim Tyrer         | LT       | Bob Skoronski   |
| Ed Budde          | LG       | Fuzzy Thurston  |
| Wayne Frazier     | C        | Bill Curry      |
| Curt Merz         | RG       | Jerry Kramer    |
| Dave Hill         | RT       | Forrest Gregg   |
| Fred Arbanas      | TE       | Marv Fleming    |
| Otis Taylor       | FL       | Boyd Dowler     |
| Len Dawson        | QB       | Bart Starr      |
| Mike Garrett      | HB       | Elijah Pitts    |
| Curtis McClinton  | FB       | Jim Taylor      |
| DEFENSIVA         |          |                 |
| Jerry Mays        | LE       | Willie Davis    |
| Andy Rice         | LT       | Ron Kostelnik   |
| Buck Buchanan     | RT       | Henry Jordan    |
| Chuck Hurston     | RE       | Lionel Aldridge |
| Bobby Bell        | LLB      | Dave Robinson   |
| Sherrill Headrick | MLB      | Ray Nitschke    |
| E. J. Holub       | RLB      | Lee Roy Caffey  |
| Fred Williamson   | LCB      | Herb Adderley   |
| Willie Mitchell   | RCB      | Bob Jeter       |
| Bobby Hunt        | LS       | Tom Brown       |
| Johnny Robinson   | RS       | Willie Wood     |

## Oficiales
- Referee: Norm Schachter (NFL)
- Umpire: George Young (AFL)
- Juez de línea principal: Bernie Ulman (NFL)
- Juez de línea: Al Sabato (AFL)
- Juez de campo: Mike Lisetski (NFL)
- Juez trasero: Jack Reader (AFL)

Nota: El sistema de siete oficiales no fue usado hasta 1978.

## Hora del partido y condiciones climáticas
- 4:00 p. m. EST/1:00 p. m. PST
- 72 °F (22 °C), soleado[4]